# یونس امره
یونس امره (به عثمانی: یونس امره یا کول یونس، عشیق یونس یا یونس) (۶۳۸ - ۷۲۰ )، شاعر و عارف ترک که در آناتولی بزرگ شد.یونس امره، درویش ترکمن که در نیمه آخر سده سیزدهم و اوایل قرن چهاردهم میلادی می‌زیست، پیشگام شعر ترکی در آناتولی به شمار می‌رود. اطلاعات مربوط به شخصیت تاریخی او ناکافی و حتی متناقض است و تا حدودی با افسانه‌ها آمیخته شده‌ است. هیچ منبع اولیه دیگری جز ولایت نامه‌ها و اشعار منظومه ای که اطلاعات زندگی نامه ای درباره یونس امره ارائه دهد وجود ندارد.
یونس امره در سال ۱۲۴۰ میلادی در شهر خوی به دنیا آمد. از اطلاعات اشعار او روشن می‌شود که متاهل و دارای فرزند و دارای پسری به نام اسماعیل است. اگرچه گفته می‌شود که او بی سواد بوده‌است، اما طبیعی است که پیش از ورود به راه تصوف، تحصیلات مدرسه ای خوبی داشته‌ است. . می‌توان گفت فارسی و عربی را روان می‌داند. فوات کوپرولو می‌گوید که یونس امره ادبیات ایران را «به اندازه ای می‌دانست که از اشعار فارسی مولانا لذت برد». از برخی از دوبیتی‌های او برمی‌آید که در جنوب مرعش، قیصری، تبریز، نخجوان، آران و شروان ، بغداد و دمشق سفر کرده‌است.
در کتاب قاموس الاعلام ترکی درباره او نوشته که وی از مردم بولی و از عرفا و از اهل الله درعثمانی به شمار می‌رفت. وی زاویه‌ای داشت و پیوسته در آن به عبادت و ریاضت مشغول بود. به سال ۷۲۰ هجری قمری درگذشت . یونس با اینکه بی‌سواد بود مناجات‌های صوفیانه و الهیات عارفانه دارد.
یونس امره به روایتی در سال ۶۳۸ هـ. در شهر خوی متولد شده‌است و در سال ۷۲۰ هـ. چشم از جهان فرو بسته‌است.در باب محل وفات وی روایت‌های مختلف وجود دارد. روستاهایی هم که به عنوان محل درگذشت در اسناد و وثایق بکتاشیه آمده‌است. گرچه یونس امره در ترکیه بیش از ایران معروف شده‌است، اما هنوز هم طائفه‌های مختلف طرائق صوفیه در ایران، او را از شاعران مکتب مولویه به حساب می‌آورند و اشعارش را در مجالس آئینی با شور و جذبهٔ خاصی به آواز می‌خوانند.
چامه‌های او تأثیر بسزایی در ادبیات ترک از گذشته تا به امروز داشته‌است. او پس از بزرگانی چون خواجه احمد یسوی و سلطان ولد می‌زیست و هم‌گام با ایشان از نخستین کسانی بود که به‌جای زبان عربی و فارسی، زبان ترکی را برای کتاب‌هایش برگزید.

## زندگی او

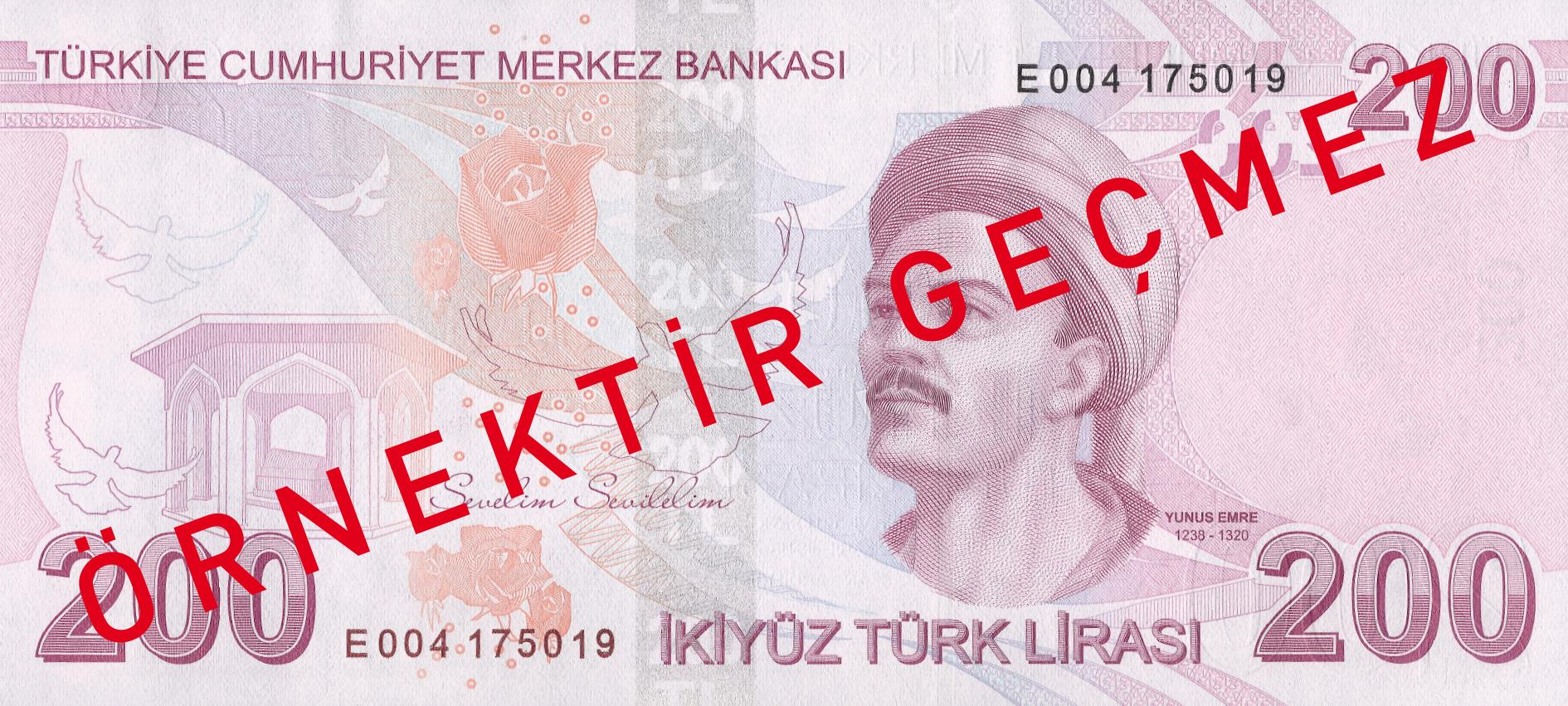
تصویر منقش به یونس امره در پشت اسکناس ۲۰۰ لیره ترکیه

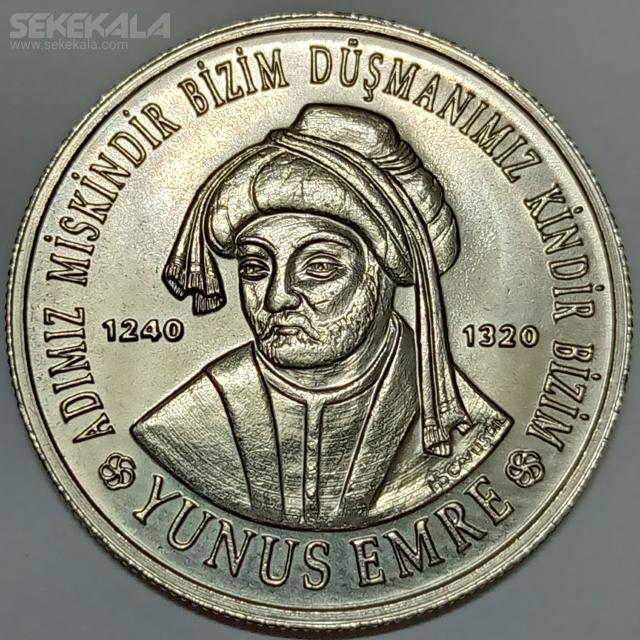
سکه 1.000.000 لیر ترکیه با تصویر یونس امره سال 2002[https://sekekala.com

درویشی مشهور اهل عثمانی بوده‌است که اشعار ترکی وی مشهور است. روایتهای زندگی او در مکتوبات غالباً با افسانه سازی همراه بوده و کتب تراجم و تذکره‌ها غالباً او را از دراویش قرن نهم شمرده‌اند ولی محمد فؤاد کوپرولو از محققان ادبیات ترکی که دربارهٔ زندگی و اشعار او تحقیقاتی داشته، مدعی است که او جزء صوفیان نیمه دوم قرن هفتم و نیمه اول قرن هشتم دانسته‌است. طبق مناقب مکتوب، وی مرید درویشی به نام طپدوق امره بوده و خود در اشعارش مکرر به او ابراز علاقه نموده‌است. دیوان اشعارش نشانگر آن است که اهل سیر و سیاحت بوده و به سرزمین‌های بسیاری سفر کرده‌است. به تعبیر کوپرولو اهل حال بوده و نه اهل قال. مزارهای چندی در سراسر آناطولی بدو منسوب است. پیروان ادبی مانند عاشق پاشا و قایغوسوز ابدال داشته‌است و بر شعر ترکی پس از خود تأثیر ژرفی گذاشته‌است. دیوان او مجموعه ده دوازده هزار مصراع شعر است که به الهی مشهور است و اکثراً نه بر وزن عروضی که بر وزن هجایی (وزن شعر باستانی و فولکوریک ترکی) است و ویژگی‌های زبانی شیاد حمزه و اشعار ترکی سلطان ولد و گلشهری و عاشق پاشا را به یاد می‌آورد.
نگارهٔ او از سال ۲۰۰۹ میلادی بر پشت اسکناس‌های ۲۰۰ لیره‌ای ترکیه به چاپ رسیده‌است.

## از شعرهای اوست
| تقدیر ما چنان شد که از این دنیا برویم.        |  | ,Biz dünyadan gider olduk |
| سلام و درود بر آنانکه مانده‌اند.               |  | .Kalanlara selam olsun    |
| بر کسانی که دعای خیر از برای ما               |  | Bizüm içün hayır-dua      |
| می‌فرستند، سلام و درود باد.                    |  | .Kılanlara selam olsun    |
| اجل آن زمان که کمر ما را خم کند               |  | Ecel büke belimüzi        |
| و زبانمان را از تکلم بازدارد                  |  | Söyletmeye dilümüzi       |
| بر آنان که حال خسته ما را                     |  | Hasta iken halümüzi       |
| جویا شوند، درود باد.                          |  | .Soranlara selam olsun    |
| آن زمان که تنم در میانه پهن شده.              |  | Tenüm ortaya açıla        |
| و آن زمان که لباسی بدون یقه بدوزند            |  | Yakasız gönlek biçile     |
| بر کسانی ما را به طرز ملایمی                  |  | Bizi bir arı vech ile     |
| شستشو می‌دهند سلام و درود باد.                 |  | .Yuyanlara selam olsun    |
| …                                             |  | Sala verile kastımıza     |
| راهی شدیم به سوی دوست                         |  | Gider olduk dostumuza     |
| بر آنانکه جهت ادای نماز بر سر ما              |  | Namaz içün üstümüze       |
| حاضر می‌شوند سلام و درود باد.                  |  | .Duranlara selam olsun    |
| درویش یونس آنگاه که سخن می‌گوید                |  | Derviş Yunus söyler sözü  |
| هردو چشمانش پر از اشک است.                    |  | .Yaş doludur iki gözü     |
| آنان که نمی‌دانند چه سان ما را درک توانند کرد؟ |  | Bilmeyen ne bilsin bizi   |
| سلام و درود بر آنانکه می‌دانند.                |  | .Bilenlere selam olsun    |

همان‌گونه که بعد از سید عمادالدین نسیمی، نسیمی‌های دیگری پیدا شدند و به سبک و شیوهٔ وی شعر سرودند، پس از یونس امره نیز یونس‌های چندی ظهور کردند و اشعاری یونس‌وار سرودند. این است که کسی تاکنون نتوانسته‌است تعداد واقعی اشعار خود یونس امره را تعیین کند. ۱۳۳ قطعه شعر از چاپ مرحوم گول‌پینارلی در چاپ مرحوم تیمورتاش وجود ندارد و ۲۶ قطعه شعر چاپ او نیز در چاپ گول‌پینارلی نیامده است. دیگر چاپ‌ها که فاقد صبغهٔ علمی هستند، اغلب نوعی گردآوری و تنظیم به حساب می‌آیند.
بر پایه متن چاپ گول‌پینارلی قطعه شعر موجود در چاپ تیمورتاش و نیز ۳ قطعه شعری را که در دستنویس پیرداوری آمده‌است، و نیز رسالة النصحیه را که مصطفی تاتچی تصحیح و چاپ کرده‌است.